# Ferdinand Berger (Politiker, 1851)

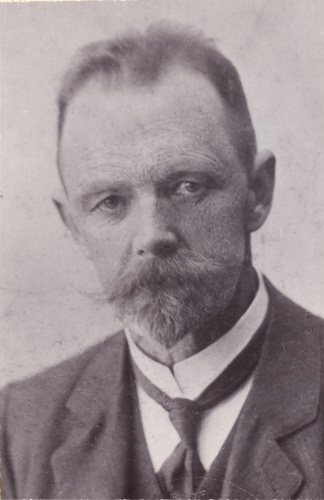
Ferdinand Berger

Ferdinand Berger (* 30. Mai 1851 in Trog, Gemeinde Viertelfeistritz (heute: Gemeinde Anger, Steiermark); † 22. Jänner 1925 ebenda) war ein österreichischer Landwirt und Politiker der Christlichsozialen Partei. Er gehörte als Abgeordneter dem Österreichischen Abgeordnetenhaus und dem Steiermärkischen Landtag an. Er war Mitglied der Provisorischen Nationalversammlung und Bürgermeister von Viertelfeistritz.

## Leben
Berger wurde im Jahr 1851 als Sohn des Landwirts und Zimmermanns Peter Berger geboren, wobei sein Vater schon 1862 verstarb. Er besuchte die Volksschule in Anger und übernahm 1867 den Trogferdl-Hof in trog, den er in der Folge als Landwirt bewirtschaftete. Berger engagierte sich im Gemeindeausschuss von Viertelfeistritz und hatte zwischen 1875 und 1901 das Amt des Bürgermeisters in seiner Heimatgemeinde inne. Er gehörte zudem der Bezirksvertretung des Bezirks Birkfeld an und war Bezirksschulrat von Birkfeld. Zwischen 1899 und 1908 war er Mitglied des Ausschusses des Katholisch-konservativen Bauernvereins für Mittel- und Obersteiermark, des Weiteren wurde er 1901 Aufsichtsrat der Bauernvereinskasse des Katholisch-konservativen Bauernvereins für Mittel- und Obersteiermark in Graz. Berger gehörte von 1897 bis 1918 dem Steiermärkischen Landtag an und kandidierte bei der Reichsratswahl 1907 im Wahlbezirk Steiermark 6 für die Christlichsoziale Partei, wobei er sich im ersten Wahlgang deutlich gegen seine Gegenkandidaten durchsetzen konnte. Er war dadurch ab dem 17. Juni 1907 gewähltes Mitglied des Abgeordnetenhauses des Reichsrats (XI. Legislaturperiode) und konnte sein Mandat bei der Reichsratswahl 1911 erfolgreich verteidigen (XII. Legislaturperiode). Berger gehörte dem Abgeordnetenhaus bis zu dessen Ende am 12. November 1918 an und war als Abgeordneter eines deutschen Reichsrats-Wahlbezirks vom 21. Oktober 1918 bis zum 16. Februar 1919 Mitglied der Provisorischen Nationalversammlung.
Berger heiratete 1884 Johanna Derler, die ihm sieben Söhne und acht Töchter gebar. Von seiner 15 Kindern starben jedoch bereits acht in jungen Jahren.